# Les Jours aux volets clos
 (avril 2012).
Si vous disposez d'ouvrages ou d'articles de référence ou si vous connaissez des sites web de qualité traitant du thème abordé ici, merci de compléter l'article en donnant les références utiles à sa vérifiabilité et en les liant à la section « Notes et références ».
Les Jours aux volets clos est le second roman de l'écrivain français François Barberousse. Il a été publié en 1936 dans la collection NRF de Gallimard. Il a été réédité cinq fois dans la même année.

## Sources
- « Les Jours aux volets clos par François Barberousse », La Montagne, Clermont-Ferrand,‎ 20 octobre 1937
- Marcel Arland, « Les Jours aux volets clos par François Barberousse (Gallimard) », La Nouvelle Revue française,‎ 1er septembre 1936
- Max Daireaux, « François Barberousse : Le jour aux volets clos », Journal de la femme,‎ 17 octobre 1936
- « Les Jours aux volets clos, par François Barberousse », Bulletin de lettres, Lyon,‎ 5 juillet 1935
- « François Barberousse, les jours aux volets clos (Gallimard, éditeur) », Le Populaire, Nantes,‎ 8 octobre 1936
- Octove Cote, « Les Jours aux volets clos, par François Barberousse », Revue Vendredi,‎ 21 mai 1937
- « Les Jours aux volets clos, par François Barberousse (NRF, éditeur) », Revue Vendredi,‎ 16 juillet 1937
- Jacques Debu-Bridel, « François Barberousse, les jours aux volets clos (N.R.F.) », Concorde,‎ 25 août 1936
- « Comment la Sologne a pu oublier François Barberousse ? », Le Petit Solognot,‎ 22 mars 2012 (lire en ligne)
- « Romanciers de la paysannerie, M. Joseph Voisin, M. François Barberousse », Le Jour,‎ 18 novembre 1936